# Mario Trucco
Mario Antonio Trucco (Mar del Plata, 20 de diciembre de 1930-13 de marzo de 2023) fue un periodista, locutor radial y escritor argentino.

## Biografía
Debutó en el periodismo escrito en el diario La Mañana de su ciudad en 1948, con solo diecisiete años, y en la radio en 1951, a través de LU9 Radio Mar del Plata. Ha desarrollado su carrera en distintos medios escritos, radiales y televisivos de Mar del Plata y de la ciudad de Buenos Aires. Trascendió en el ámbito nacional como periodista deportivo, aunque, fundamentalmente en su ciudad natal, ha abarcado los más diversos temas, donde se destacaba su amplio conocimiento de la historia y la urbanización de la misma.
En septiembre de 2015 editó el libro Mi pueblo se llama Mar del Plata, donde narraba distintas experiencias personales, relacionadas con el lugar. En enero de 2018, presentó su segunda obra, El deporte y la vida, 70 años de periodismo con identidad marplatense.
Su calidad periodística y sus condiciones personales, sumadas a su extensa trayectoria de más de setenta años, lo convirtieron en un símbolo y referente de su profesión para varias generaciones, al punto de ser considerado uno de los mejores comentaristas deportivos de la historia de la radiofonía argentina.
Falleció en su ciudad natal, a los 92 años. En su funeral el periodista Vicente Luis Ciano dijo:

Mario es único. Para aquellos que tuvimos la inmensa fortuna de sentirnos amigos de Mario teníamos la enorme necesidad de conversar asiduamente con él.

## Reconocimientos y distinciones
Recibió diversos reconocimientos de varias instituciones, entre ellas, el de Ciudadano Ilustre de Mar del Plata, distinción otorgada por el Concejo Deliberante del partido de General Pueyrredón, en 1998.
En 1993 se le entregó el “Lobo de mar al deporte y la cultura”, como comunicador social. Repitió el galardón en 2016, por su gran labor como periodista deportivo.
En 1997 fue galardonado con el premio anual del Instituto Superior Deportea “Al maestro con cariño”.
En 2004 fue el primero en recibir el premio “Manuel Álvarez Argüelles” que lograron otros referentes históricos de la radio como Magdalena Ruiz Guiñazú.
Desde 2019, una de las cabinas del estadio José María Minella lleva su nombre, así como otra en el estadio del Club Nación.
La última distinción, en 2022, fue la primera edición del premio "Comunicar MdP", organizada de manera conjunta entre el Círculo de Periodistas Deportivos y el Sindicato Empleados de Comercio, ambos de Mar del Plata.

## Obras literarias
- Mi pueblo se llama Mar del Plata. Ediciones Casa de Madera. 2015. ISBN 978-987-33-8494-3.
- El deporte y la vida, 70 años de periodismo con identidad marplatense. Ediciones Casa de Madera. 2018. ISBN 978-987-42-6771-9.